# Alexandru Phoebus
Alexandru Phoebus (n. 1899, București – d. 1954, București) a fost un pictor și grafician român.

Biserica Bărăția din București (1948)

A pictat peisaje, mai ales din București și din Transilvania, portrete și compoziții de o mare intensitate emoțională și forță expresivă, între care „Portretul tatii”, „Țărani din Făgăraș”, „Vedere din București”, „Poartă veche românească din Sâmbăta de Sus”.
În 1920 a renunțat la „Școala de Arte Frumoase”, unde se înscrisese în 1918, pentru ca, alături de Honoriu Crețulescu, Horia Igiroșeanu și alții, să înființeze „Asociația Belle Arte”, un sindicat al elevilor ce a stat la baza viitoarei „Academii libere de artă”. Astfel, Phoebus a beneficiat de lecții și corecturi venite din partea pictorilor Jean Alexandru Steriadi, Gheorghe Petrașcu și Arthur Verona, câțiva dintre profesorii care au venit să îi ajute pe mai tinerii lor colegi.
A frecventat Academia Julian din Paris și atelierele de la Académie de la Grande Chaumière. În opera sa se regăsesc influențe ale curentelor expresionism și constructivism.
În 1931, Alexandru Phoebus a luat parte la formarea asociației „Grupul Nostru”, fiind membru al valului de artiști tineri, din care făceau parte Tache Papatriandafil, Margareta Sterian, Paul Miracovici, Aurel Kessler și alții.
Muzeul Colecțiilor de Artă din București deține Colecția Alexandru Phoebus.

## Literatură
- Pintilie Andrei, Alexandru Phoebus (album), 70 pagini, Editura: Meridiane, 1986